# 恐龍家族
《恐龍家族》（英語：Dinosaurs）是一部美國家庭情境喜劇電視劇，於1991年4月26日至1994年7月20日在ABC頻道上播出，共四季（其中有未能播出的預先安排的劇集於1995年9月6日至11月10日期間作為第四季的第二部分播出），重播則在迪士尼頻道上播出。
該劇由邁克爾·雅各布斯製作公司與吉姆·韓森公司聯合製作，與華特迪士尼電視合作並由博偉國際公司發行。角色的設計由漢森團隊成員寇克·柴契爾負責。

## 製作
劇集首播當時的新聞報導中，曾強調了《恐龍家族》與吉姆·韓森的聯繫，漢森則在劇集首播的前一年去世。根據《紐約時報》的一篇文章，吉姆·漢森於1988年構思了這部劇集，並表示他希望這是一部關於一個恐龍家庭的情景喜劇。據吉姆·漢森公司的副總裁亞歷克斯·洛克威爾所說，直到《辛普森一家》成功之前，人們都認為這是一個瘋狂的想法。
1980年代晚期，漢森與奇幻藝術家、插畫家和設計師威廉·斯托特合作，計劃製作一部名為《自然歷史項目》（The Natural History Project）的動畫電影，該電影的主角是機械化的恐龍。根據1993年《紐約客》的一篇文章，漢森生前一直在致力於一個恐龍項目（可能是《恐龍家族》的概念），直到他生命的最後幾個月。
華特迪士尼公司的電視部門於1990年開始製作該劇集，最初是為CBS製作，後來轉到了ABC，而後迪士尼又收購了ABC。
《Vulture》的拉斐爾·蒙特馬約爾·阿吉頓寫道，《恐龍家族》在首播時取得了巨大的成功，而米高·雅各布斯表示這也是為什麼電視網並未在製作方面干涉太多的原因。阿吉頓還寫道，該劇集在電視網上的播放時段不斷更改導致收視率下降。由於使用了機械恐龍使製作成本相對較高，根據斯圖爾特·潘金回憶說：「我聽說這是當時最昂貴的半小時電視節目，這也是劇集被取消的原因之一。」。

## 故事大綱
《恐龍家族》的故事最初設定在6,000萬年前的盤古大陸。劇集的中心人物包括辛克萊家族的成員們：父親艾爾（Earl）、母親阿蘭（Fran、原名菲利普斯），以及他們的三個子女：羅比（Robbie）、女兒夏琳（Charlene）和寶寶（Baby），還有弗蘭的母親伊索作為主要角色。
作為一名藍領恐龍，厄爾的工作是為劇中的大企業韋薩索公司砍倒樹木，他的朋友兼同事羅伊·赫斯和他一起工作，並老闆布拉德利·P·里奇菲爾德的監督下工作。

## 季數
| 季數 | 集数 | 集数 | 首播日期      | 首播日期       |
| 季數 | 集数 | 集数 | 首映          | 季终           |
| ---- | ---- | ---- | ------------- | -------------- |
| 1    | 5    | 5    | 1991年4月26日 | 1991年5月24日  |
| 2    | 24   | 24   | 1991年9月18日 | 1992年5月6日   |
| 3    | 22   | 22   | 1992年9月18日 | 1993年7月2日   |
| 4    | 14   | 7    | 1994年6月1日  | 1994年7月20日  |
| 4    | 14   | 7    | 1995年9月6日  | 1995年11月10日 |

## 主題
《恐龍家族》雖然面向家庭觀眾，但劇集則觸及了多個社會時事議題，包括環保主義、瀕危物種、婦女權益、性騷擾、LGBT權益、物化、审查制度、公民權、身體意象、類固醇使用、暗指手淫（羅比單人交配舞蹈的形式）、藥物濫用、種族主義（以兩足恐龍和四足恐龍之間的衝突形式呈現）、同儕壓力、原住民權益（以恐龍與洞人互動的形式呈現）、企業犯罪、干預主義、親職教養，以及和平主義等內容。
在《我從未吃過爸爸的東西》這一集中，羅比選擇吃素食，而其他角色將此與同性戀、共產主義、藥物濫用和反文化相提並論。第二季的劇集《為了堅果而戰》是對美國參與海灣戰爭的諷刺，兩足恐龍為了開心果而與四足恐龍交戰，而非石油。
在最後一季的《最偉大的故事曾被賣出》（取材自1965年電影《最偉大的故事》），辛克萊一家迫切想知道他們「存在」的意義。長者們制定了一套新的信仰體系，除了羅比以外的整個陣容都放棄了科學，盲目地追隨這種新興的「馬鈴薯主義」。
另一個以宗教為主題的劇集是《伊索的最後的誘惑》，在劇中，伊索愿意讓一位電視佈道者利用她的瀕死經驗向追隨者勒索金錢。在第二次類似的經歷中，她她退出了，因為在那裡她體驗到的不是天堂，而進入一個「不太好的地方」，周圍只有許多艾爾存在。
劇集中還有一些笑話是針對電視節目。艾爾經常寧願看電視而不是做更實際的事情，而一些笑話指責電視「愚弄」大眾，讓他們變得懶惰。在兒童節目中出現的「Captain Action Figure」被阿蘭誤認為一個廣告。每當「Captain Action Figure」提到一個產品時，屏幕上就會閃爍「告訴媽媽我要那個！」。此外，恐龍家族曾在兩集中使用了一個類似小博士邦尼的木偶，名為「布拉尼」。在他出現的時候，辛克萊家族的成員經常評論他討厭的特點和對兒童教育的失敗。
角色們有時也會打破第四面墙，尤其是寶寶。例如在《自然的召喚》（第三季第一集）中，阿蘭和艾爾在爭吵時在寶寶面前拼寫詞語，寶寶看著鏡頭說「這可能變得很醜陋」，然後用他的字母積木拼出「他們以為我不會拼寫」。

### 結局
《恐龍家族》的最後一集名為《改變的自然》，該集數是在ABC上製作和播出，被設想為該系列的最終篇章，描繪恐龍們對環境的不負責任行為，以及隨之而來的大冰期導致種族的滅絕。在這一集中，一群蟲群沒有如預期般出現來吃掉某種藤本植物。夏琳發現一家名為青提子的蠟果工廠建在里奇菲爾德控制的沼澤地上，這片沼澤地原本的蟲群繁殖的地方，工廠的建立因而導致物種滅絕（只有一隻叫斯坦的雄性個體倖存下來）。
夏琳和斯坦打算將這一資訊公之於眾。然而在里奇菲爾德的上級們打來的電話中，他們擔心的是公關災難，而不是任何環境威脅，里奇菲爾德迅速讓厄爾負責試圖摧毀這些爬蔓植物，但是由於沒有蟲群，這些植物已經失去了控制。艾爾建議使用落叶剂噴灑整個星球，從而摧毀了藤本植物，但反而殺死星球上的所有植物。里奇菲爾德認為，可以藉由製造雲層將帶來降雨，使植物得以重新生長，於是決定通過在星球的火山口投下炸彈，引發火山爆發和雲層。
然而，黑暗的雲層卻導致全球寒化，形成一個巨大的雲層覆蓋，科學家們估計這需要「數萬年」才能消散。當里奇菲爾德接到艾爾的電話時，他把這個問題視為「第四季度問題」，並表示公司目前已從寒冷的天氣中獲得創紀錄的利潤，出售毛毯、加熱器和熱可可粉作為「寒流」的銷售商品。
艾爾為他的行為向家人和斯坦道歉，並表示是自己的行為導致了世界的終結。羅比和夏琳安慰寶寶，並表示無論發生什麼事情，沒有人會離開，他們都會在一起。艾爾試圖向大家保證一切都會好起來，並稱恐龍在這個地球上已經存在了1.5億年，並不可能會突然消失。一個短暫的鏡頭顯示了蠟果工廠開始被雪覆蓋。在恐龍的DNN電視台，主播霍華德·漢德普米表示天氣預報沒有改變。他在廣播中以「這是霍華德·漢德普米，晚安，再見。」結束了放送。片尾字幕隨著雪花落在辛克萊家中的場景上滾動，預示著火山/核冬天的開始。並壓抑的音調正式結束了整個劇集。
艾爾的配音演員史都華特·潘金表示，《恐龍家族》的「結局」一個簡單而真摯的社會評論，但它非常有力量「微妙」作為最突出的特點。創作這一劇集的製作人決定將這一結局作為劇集的結束方式，因為他們在創作第四季時知道這部劇可能會被取消。製片人邁克爾·雅各布斯表示：「我們當然希望讓觀眾從這一集中獲得教育，而且因為人們知道恐龍已經不再存在，因此才讓系列透過完成隱喻，並展示種族滅絕而告終。」
ABC的總裁泰德·哈伯特在一次電話中對結局表示不悅，但最終允許這一結局繼續播出。雅各布斯表示，來自家長的通信表明他們「理解最後一集的創意，並對我們在故事中呈現的困境感到悲傷。潘金表示，「一開始每個人都感到震驚，但我認為這更多是對劇集結束的反應。」並表示他不記得有大量觀眾對結局感到憤怒。雅各布斯則在2018年表示：「如果《改變的自然》在該年發布，它將在社交媒體上成為熱門話題。」
《影音俱樂部》的諾爾·默里表示，這一集「傳達了與《羅雷司（繪本）》以來任何主要電視廣播相當直接的環境信息」。BuzzFeed的布萊恩·加林多形容這對兒童來說是令人震驚的。

## 海外播映
在英國，《恐龍家族》於1992年在ITV上播出，並於1995年至2002年在迪士尼頻道重新播出。在加拿大，《恐龍家族》於1992年開始在家庭頻道上播出重播，直到1990年代末；該節目還在1990年代初至中期在CHRO-TV上播出。在澳洲，《恐龍家族》於1992年2月至1995年期間在七號電視網上播出。愛爾蘭則於1990年代中期在星期日晚間在RTÉ2（當時被稱為網絡2）播出。在1994年，該節目也在義大利的Rai 1、新西蘭的TV3上（2003年轉移到TV2），肯亞的KBC和南非的M-Net播映。
在巴西，該節目於1992年至1999年在環球電視網上播出，2003年至2005年在SBT上播出，2007年至2011年在Band上播出，並於2014年在Canal Viva上播出。在墨西哥，該節目在Canal 5上播出。
臺灣在1990年代初期以《恐龍一族》為譯名於華視播映。

## 家庭媒體
《恐龍家族》的前三季於1991年12月6日發行了VHS版本。2006年5月2日，華特迪士尼工作室家庭娛樂公司發行了《恐龍家族：完整的第一季和第二季》四碟DVD套裝。該DVD套裝包括獨家特別收錄內容，包括首次曝光的《恐龍家族》製作花絮。完整的第三季和第四季也以四碟DVD套裝形式於2007年5月1日發行，附有特別收錄內容，包括在美國電視上未播出的集數。這兩套DVD目前僅在北美地區可獲得。
2017年9月29日，Hulu取得了《恐龍家族》的串流媒體播放權，以及迪士尼-ABC電視頻道的其他節目《家居裝飾》和《淘小子看世界》，還有TGIF節目《凡人琐事》、《歡樂滿屋》等作品。
《恐龍家族》於2021年1月29日在Disney+上線，供美國地區觀眾觀賞。

## 評價
截至2022年9月，《恐龍家族系列在評論匯總網站爛番茄上的好評率為91%。第一季的好評率為83%，其中評論一致認為：「《恐龍家族》將令人驚嘆的傀儡戲技術與對社會規範的幽默諷刺相結合，成為一部具有前瞻性的史前情景喜劇。」第四季獲得了更多的好評，好評率達到100%。
常識媒體將該系列評為五顆星中的三顆星，並表示：「這部由恐龍傀儡驅動的情景喜劇處理了現代問題。」

### 獎項
| 年份 | 獎項                     | 類別                             | 提名                                     | 劇集標題                        | 結果 |
| ---- | ------------------------ | -------------------------------- | ---------------------------------------- | ------------------------------- | ---- |
| 1991 | 黃金時段艾美獎           | 系列傑出藝術指導                 | 約翰·C·穆拉 Brian Savegar Kevin Pfeiffer | 集數: "The Mating Dance"        | 獲獎 |
| 1991 | 黃金時段艾美獎           | 傑出系列剪輯 – 單機製作          | Marco Zappia                             | 集數: "The Mighty Megalosaurus" | 提名 |
| 1991 | TCA獎                    | 少兒節目編劇傑出成就             |                                          |                                 | 提名 |
| 1992 | 美國電影音效剪輯師協會獎 | 最佳聲音剪輯-電視劇集-效果與擬音 | Patrick M. Griffith                      |                                 | 提名 |
| 1992 | 環境媒體獎               | 電視喜劇                         |                                          | 集數: "Power Erupts"            | 獲獎 |
| 1993 | 環境媒體獎               | 電視喜劇                         |                                          | 集數: "If You Were A Tree"      | 獲獎 |
| 1995 | 環境媒體獎               | 電視喜劇                         |                                          | 集數: "Changing Nature"         | 獲獎 |

## 外部連結
- 官方网站
- 互联网电影数据库（IMDb）上《恐龍家族》的资料（英文）